# Hades paradoxa
Hades paradoxa är en fjärilsart som beskrevs av Felder 1861. Hades paradoxa ingår i släktet Hades och familjen Riodinidae. Inga underarter finns listade i Catalogue of Life.